# Nina (telenovela)
Nina é uma telenovela brasileira produzida e exibida pela TV Globo de 27 de junho de 1977 a 13 de janeiro de 1978, em 142 capítulos. Substituiu Saramandaia e foi substituída por O Pulo do Gato, sendo a 24ª "novela das dez" exibida pela emissora. 
Escrita por Walter George Durst, com roteiro final de Walter Avancini, direção de Fábio Sabag e supervisão de Walter Avancini.
Contou com Regina Duarte, Antônio Fagundes, Rosamaria Murtinho, Mário Lago, Maria Cláudia, Isabela Garcia, Maria Fernanda e Marcos Paulo nos papéis principais.

## Enredo
Em 1920, Nina (Regina Duarte) é uma professora de um colégio conservador, onde a moral e os bons costumes regem e nada revolucionário entra. Ao saber que a matricula da menina Isadora (Isabela Garcia) havia sido rejeitada por ela ser filha de artistas circenses, a professora fica revoltada e decide matricula-la ela mesma, colocando-se contra o rígido diretor Lourival (José Augusto Branco). A partir daí a vida de Nina se torna impossível, uma vez que ela passa a ser perseguida por Lourival e pelo sogro deste, o poderoso barão Antônio Torres Galba (Mário Lago), dono do colégio, que não quer liberalismos e ideias progressistas no local.
Em meio aos problemas profissionais ela se apaixona pelo italiano Bruno (Antonio Fagundes), porém passa a ser infernizada por Arlete (Rosamaria Murtinho), filha do barão que também se interessa pelo imigrante. Quando uma aluna é morta no colégio, a culpa cai em Nina, que precisa lutar por sua inocência e para mostrar que seus inimigos armaram para ela.

## Elenco
| Interprete                   | Personagem                                       |
| ---------------------------- | ------------------------------------------------ |
| Regina Duarte                | Nina                                             |
| Antônio Fagundes             | Bruno di Fiori                                   |
| Rosamaria Murtinho           | Arlete Torres Galba                              |
| Mário Lago                   | Barão Antônio Torres Galba                       |
| Maria Cláudia                | Doralda Junqueira                                |
| Isabela Garcia               | Isadora Pereira                                  |
| Marcos Paulo                 | Miguel                                           |
| Maria Fernanda               | Mariana Torres Galba                             |
| Kátia D'Angelo               | Maria Clara Torres Galba                         |
| Mário Cardoso                | João Cláudio Torres Galba                        |
| José Lewgoy                  | Protógenes de Oliveira Frazão (Professor Frazão) |
| Osmar Prado                  | Morungaba                                        |
| Elza Gomes                   | Madame Naná                                      |
| Regina Vianna                | Marta Torres Galba                               |
| José Augusto Branco          | Dr. Lourival Pontes                              |
| Lúcia Mello                  | Tereza (Tetéia)                                  |
| Fernando José                | Anacleto Fonseca (Fonsequinha)                   |
| Regina Macedo                | Dona Antonela                                    |
| Cláudio Cavalcanti           | Grimaldi                                         |
| Lúcia Alves                  | Francisca (Chiquinha)                            |
| Carlos Gregório              | Nélio                                            |
| Sônia Regina                 | Ana Cândida Torres Galba Pontes                  |
| Luiz Armando Queiroz         | Dr. Agripino                                     |
| Brandão Filho                | Simão                                            |
| Rosita Thomaz Lopes          | Marcolina                                        |
| Chica Xavier                 | Escolástica                                      |
| Ary Fontoura                 | Dr. Fialho                                       |
| Maria Zilda Bethlem          | Mimi                                             |
| Paulo Ramos                  | Afrânio                                          |
| Aracy Cardoso                | Dalva                                            |
| Maria Pompeu                 | Clorinda                                         |
| Paulo Gonçalves              | Arturo                                           |
| Telmo Avelar                 | José Alípio Sá                                   |
| Sônia Oiticica               | Angélica                                         |
| Fábio Júnior                 | Alvinho (Anjo)                                   |
| Marília Barbosa              | Mazinha                                          |
| Maria Helena Velasco         | Geni                                             |
| Norma Sueli                  | Sagrada                                          |
| Lauro Góes                   | Clemente                                         |
| Ana Maria Nascimento e Silva | Iracema                                          |
| Ferreira Leite               | Sinésio                                          |
| Vanísio Mello                | Clóvis                                           |
| Cristina Mullins             | Maria Eugênia                                    |
| Rosana Penna                 | Rosário                                          |
| Lina Rossana                 |                                                  |
| Ana Ariel                    | Haydée                                           |
| Fernando Gonçalves           | Godofredo                                        |
| Flávio Santhiago             | Inspetor                                         |
| Klaus Vianna                 | Seu Juca                                         |
| Miéle Amado                  | Carcereira                                       |
| Mírian Pires                 | Dona Nicota                                      |
| Neuza Amaral                 | Doralice                                         |
| Patrícia Figueiredo          | Dulce                                            |
| Silvio Martins               | Meio-Quilo                                       |
| Vinicius Salvatore           | Salvatore                                        |

## Produção
Em 1976, Walter George Durst preparava a novela Despedida de Casado, que já estava pronta para substituir Saramandaia a partir de janeiro de 1977. A novela estava com produção adiantada e capítulos gravados, quando no fim de 1976 foi vetada pela Censura, por julgar o tema - separação de casais - impróprio. Para tapar o buraco imposto pelo governo, a Globo reprisou um compacto de O Bem Amado enquanto Durst preparava uma nova novela substituta. Então ele começou a escrever Nina, aproveitando o elenco original de Despedida de Casado.
Porém a telenovela não caiu no gosto do público. Para tentar aumentar a audiência, ocorreu uma mudança na história a partir do capítulo 73, com o assassinato de uma aluna no colégio, que motivou uma sequência - Nina, A La Garçonne, assim intitulada devido ao corte de cabelo que a personagem é obrigada a fazer. Muito prejudicada pela Censura, que quase deixava impraticável o seguimento da ação.
As cenas externas de época foram gravadas na Estação da Luz, na capital paulista; em Bananal, divisa dos estados do Rio de Janeiro e de São Paulo; e em Santa Teresa, Praça Mauá, Centro e Alto da Boa Vista, no Rio de Janeiro.
Marcou a estreia, na Globo, do cantor e ator Fábio Júnior.

## Trilha sonora

### Nacional
1. "Vamos Deixar de Intimidade" - João Nogueira
2. "Paciente" - César Costa Filho
3. "Brejeiro" - A Cor do Som
4. "Eu Dei" - Marília Barbosa
5. "Nêgo Véio Quando Morre" - Os Originais do Samba
6. "Apanhando Papel" - Luiz Ayrão
7. "Primeiro Amor" - Altamiro Carrilho
8. "Quem É" - Sônia Santos e Grande Otelo
9. "Atraente" - Os Turunas da Pauliceia
10. "Há Uma Forte Corrente Contra Você" - Os Frajolas
11. "Choro e Poesia" - Altemar Dutra
12. "Urubu Malandro" - Betinho e Seu Conjunto
13. "Flor Amorosa" - Maria Martha
14. "O Almofadinha" - Ivon Cury

### Internacional
1. "Charleston" - Enoch Light & The Light Brigade
2. "Whispering" - Bing Crosby
3. "Yes Sir, That's My Baby" - The Good Old Times
4. "Swanee" - Al Jolson
5. "12th. Street Rag" - Jerry Smith
6. "Marie" - Enoch Light & The Light Brigade
7. "Baby Face" - The Gatsby Brothers
8. "Edelweiss" - Myron Floren
9. "Blue Skies" - Frank Sinatra & Tommy Dorsey Orchestra
10. "Sweet Georgia Brown" - Traditional Jazz Band
11. "It Had To Be You" - Sammy Kaye
12. "On The Sunny Side Of The Street" - Louis Armstrong
13. " '29" - Ralph Richardson
14. "Mala Femenna" - Giacomo Rondinella
15. "I'm Alone" - Fleming
16. "Come Back Please" - Danny Davis